# 佐島敬愛
佐島 敬愛（さじま よしなり、1904年〈明治37年〉2月23日 - 1990年〈平成2年〉7月20日）は、日本の実業家。日本の民族学の初期を第16代日本銀行総裁の渋沢敬三とともに資金的に支えた。また、大日本帝国陸軍と国策を動かす仕事をし、第二次世界大戦後は知的人脈や優れた語学センスで、歴史の裏舞台で日本済の発展に心血を注ぐなど、スケールの大きな行動力からアジア版アラビアのロレンスと呼ばれる。
太平洋戦争前は岩畔豪雄（陸軍中野学校設立者）に協力し、国策会社「昭和通商」運営に深く関わる。また第三高等学校 (旧制)に今西錦司とともに山岳部をつくり、加藤泰安の就職に関与するなど、のちに京都大学が探検大学と呼ばれるような基礎となる多くの探検には佐島の影響があった。戦後は渋沢敬三の経済界での活動を支えるだけでなく、引き続き民族学への協力を続け、国立民族学博物館設立に関与するなどもした。

## 略歴
大阪YMCAの初代総主事を務めた佐島啓助の長男として大阪に生まれる。大阪女子師範学校附属小学校（現・国立大阪教育大学附属平野小学校）入学後、天王寺附範付属小学校（現・国立大阪教育大学附属天王寺小学校）に転校。大阪府立天王寺中学校（現・大阪府立天王寺高等学校）を経て、1921年に第三高等学校 （三高）に進学した。今西と同様陸上部に所属したが1923年、今西・西堀栄三郎らとともに三高山岳会にかわって三高山岳部を発足する。1925年、アメリカ合衆国のウィスコンシン大学経済学科で統計学を学ぶ。
1927年（昭和2年）、三井物産に入社。その後昭和製糸に嘱託勤務し、陸軍の小磯國昭の紹介で満州航空に入社する。1935年同社を退職。1937年国営大日本航空に入社。1939年、岩畔豪雄との縁で昭和通商設立に参加。1940年、民族学者の岡正雄と知り合い、日本民族学協会の設立に協力するようになる。1941年に設立された日本民族学協会の常務理事になる（会長渋沢敬三、理事長岡正雄）。
敗戦後、昭和通商が解散すると佐島事務所を設立し、翻訳サービスなどを提供した。鉄道弘済会顧問、信濃毎日新聞嘱託、信越化学工業取締役、信越ポリマーの初代社長などを歴任した。また財界において戦後も重要な位置を占め、国際商業会議所日本国内委員会独立事務局の事務総長を務めるなどをした。墓所は多磨霊園(21-1-1)

## 戦前

### 今西錦司との腐れ縁
回顧録『ロマンを追って八十年：佐島敬愛の人生』によれば、三高の理科甲類での同級生であった今西錦司とは腐れ縁だという。今西とは陸上部で同じなだけではなく、一年生の春休みに他の同級生二人と九州横断旅行行く仲であり、2年から3年に進級するときにはともに留年した。三高山岳部の設立は、一年浪入した西堀らと同級になったことが縁だという。なお山岳部には前出の今西・西堀のほか、高橋健治・渡邊漸・四手井綱英・桑原武夫が設立メンバーだった。
その後、大学進学では一人渡米したため縁が薄れるが、今西が民族学に近づくと、公的な面でも関係が結ばれるようになる。その結果、佐島は今西錦司の要請に応え、北部大興安嶺探検隊の隊員であった川喜田二郎・伴豊・藤田和夫の三人を昭和通商に入社させた。また西北研究所の所員は今西以下すべて昭和通商の嘱託であった。
現在、岐阜大学附属図書館今西文庫に所蔵されている『ロマンを追って八十年：佐島敬愛の人生』には、今西にあてた以下の直筆の手紙がはられている。

「夢」と「現実」の境に「小さな扉」がある。

その扉を「押し開」くと限り無い

「ロマンの世界」が展開する。

敬愛

今西錦司様

### 昭和通商
佐島は留学後、父啓助の中学時代から東京大学までの後輩である結城豊太郎の紹介で三井物産に入社したが、1935年に同社を退社した。1937年、結城と同じく啓助の山形県立山形中学校（現・山形県立山形東高等学校）の後輩で関東軍参謀長の小磯国昭の紹介で満州航空に入社する。入社のための挨拶をしに関東軍に出向いたとき、小磯から岩畔豪雄を紹介された。
その後、佐島は家庭の事情から満州航空をやめ、大日本航空会社の企画部国際課長として働いていたが、1939年、語学堪能で要人に顔が広いという理由から、岩畔豪雄に要請され、岩畔主導で新設される昭和通商に佐島は入社した。昭和通商は、三井物産・三菱商事・大倉商事が資本金を出し、表向きは大日本帝国陸軍の旧式の武器を中近東などの国々に輸出するほか、貴重な軍需物質を調達する業務を行っていた。しかし昭和通商の実態はそれだけでなく、諜報活動と阿片取引を両輪とし、陸軍の外部機関であったとされる。その昭和通商に、佐島は取締役調査部長となることが決まった上で入社した。

### 民族学協会と民族研究所
佐島は中近東・バルカン半島の旅から帰る途中に、シベリア鉄道でウィーン留学から帰国する岡正雄と出会った。道中、民族問題について語り合った2人は意気投合し、岡の民族学研究所の構想に助力するようになる。佐島は渋沢敬三の協力を取り付け、1941年に財団法人日本民族学協会の常務理事になる。また1943年民族研究所が発足すると、その運営資金を昭和通商が全額提供した。

## 戦後

### 佐島事務所
戦後、昭和通商が解散すると、昭和通商時代に佐島の秘書を務めていた千田図南男が手引をし、千田商会所有の合資会社三友商会の跡地に丸の内ビルディングが建てられると、佐島事務所を開設する。当初、旧知の千田や加藤泰安、山際万寿一らが集まっていたが、その後岩畔豪雄の紹介で堀木鎌三、後藤隆之助、高木惣吉、猪熊信幸らも集まるようになる。
事業としては、進駐軍（連合国軍最高司令官総司令部）への提出書類の英訳のほか、様々なサービスを提供した。旧陸軍人脈や留学時代の人脈が活用されたという。

### 昭和同人会と火曜会
後藤隆之助と縁を得たことで、佐島は政財界に人脈を広げていった。戦前昭和研究会を組織していた後藤は、戦後昭和同人会を発足し、そのメンバーに佐島を追加した。
また、進駐軍と関係を深めようとした後藤と佐島は、ウィリアム・ジョセフ・シーボルドやアメリカCIA（中央情報局）のポール・ブルームと毎月会食会を持つようになる。この会食会には前田多門、蠟山政道、東畑精一、松本重治、松方三郎、笠信太郎、浦松佐美太郎らが参加した。ブルームは佐島を含めたこの8人を「8人のサムライ」と呼んでいたという。

### 渋沢敬三と日米産業調査会
渋沢とは戦前の民族学協会などの縁があったが、財界での活動を共にしたのは戦後からである。朝鮮戦争勃発により、アメリカの対日政策に変更があり、それを踏まえて渋沢から日本の重工業の進み方を尋ねられたことに端を発する。佐島は渋沢に、中小企業が海外企業と連携するための橋渡し役が必要と答えたが、これに応じる形で渋沢は日米産業調査会を設立し、自身を会長に、佐島を副会長にした。
1954年、渋沢は国際商業会議所（ICC）日本国内委員会の会長を引き受け、同時に佐島に対して事務総長に就くことを要請した。佐島はその任を引受け、翌年の東京総会の運営を行った。また渋沢が東京国際貿易センターの会長になると、取締役として就任した。
1963年、渋沢は活動休止状態だった日本民族学協会の刷新を理事だった佐島や古野清人らに指示し、 文部省史料館構内に民俗資料を移した。そして岡正雄らの旧体制にかわり、新理事長は古野にかわった。
そのほか東洋大学の工学部設立などは渋沢と佐島の尽力によるという。

### 西堀栄三郎
三高山岳部以来西堀との関係は続いていた。原子力政策でも同じく関与している他、生産性本部の理事に誘っている。渡米の際に品質管理（QC : Quality Control）の専門家W・エドワーズ・デミングと会い、佐島が両者を取り結んだようである。
西堀の葬儀の際に、弔事を述べ、嗚咽のあまり言葉が続かないほど、深い付き合いであった。